# Ben Stein
Ben Stein est un acteur, producteur et scénariste américain, né le 25 novembre 1944 à Washington DC, (États-Unis).

## Filmographie

### comme acteur

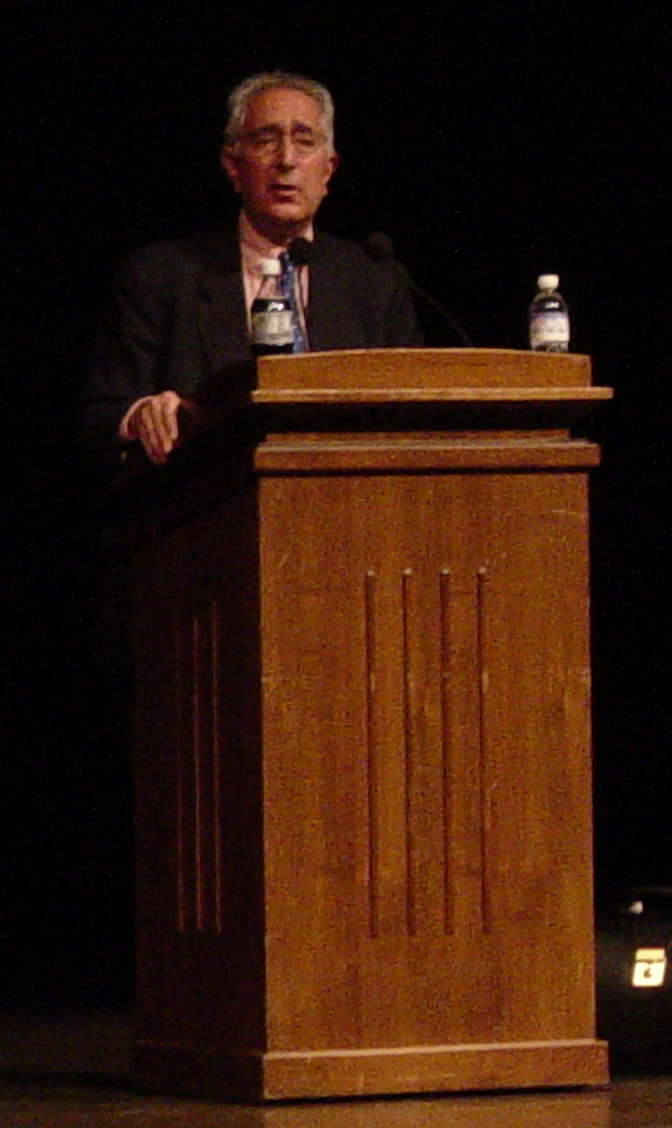
Ben Stein

#### Cinéma
- 1984 : Attention délires ! (The Wild Life) : Surplus Salesman
- 1986 : La Folle Journée de Ferris Bueller (Ferris Bueller's Day Off) : Economics Teacher
- 1987 : Un ticket pour deux (Planes, Trains & Automobiles) : Wichita Airport representative
- 1988 : Frankenstein General Hospital : Dr Who
- 1989 : SOS Fantômes 2 (Ghostbusters II) : Public Works Official
- 1990 : Easy Wheels : Preacher
- 1991 : La télé lave plus propre (Soapdish) : Nitwit Executive
- 1992 : Lune de miel à Las Vegas (Honeymoon in Vegas) : Walter
- 1993 : Denis la Malice (Dennis the Menace) : Boss
- 1993 : Kid et le truand (Me and the Kid) : Fred Herbert
- 1993 : Président d'un jour (Dave) : lui-même
- 1994 : Mr. Write : Eliott
- 1994 : Copain, copine (My Girl 2) : Stanley Rosenfeld
- 1994 : L'Irrésistible North (North) : Curator
- 1994 : The Mask : Dr Arthur Neuman
- 1994 : Richie Rich : School Teacher
- 1995 : Miami Rhapsodie (Miami Rhapsody) : Rabbi
- 1995 : Casper : Mr. Rugg
- 1996 : Parents secours (en) (House Arrest) : Ralph Doyle
- 1997 : A Smile Like Yours : Clinic Video Narrator
- 1999 : Wakko's Wakko en folie (Wakko's Wish) (vidéo) : Desire Fulfillment Coordinator (voix)
- 2001 : Osmosis Jones : Doc
- 2002 : Santa vs. the Snowman 3D : 'Spunky' the Elf (voix)
- 2005 : Le Fils du Mask (Son of the Mask) : Dr Neuman

#### Télévision
- 1991 : Salute Your Shorts (en) (série télévisée) : Dr Kahn (1991-1992) (voix)
- 1991 : MacGyver (saison 7, épisode 1 "Un grand-père pas comme les autres") : Major Snead
- 1992 : Mastergate (TV) : Marvin Rotweiler
- 1993 : Animaniacs (série télévisée) : Additional Voices (voix)
- 1993 : The Day My Parents Ran Away (TV) : Dr Lillianfarb
- 1995 : The Mask (série télévisée) : Dr Arthur Neuman (voix)
- 1995 : Loïs et Clark : Les Nouvelles Aventures de Superman (série télévisée) : James Frontero
- 1995 : Earthworm Jim (série télévisée) : Additional Voices (voix)
- 1995 : Les contes de la crypte Saison 6, épisode 12. Doctor of Horror : L'entrepreneur de pompes funèbres
- 1996 : Bruno the Kid (série télévisée) : Professor Wisenstein (voix)
- 1997 : Casper, l'apprenti fantôme (Casper: A Spirited Beginning) (TV) : Grocer
- 1997 : Santa vs. the Snowman (TV) : 'Spunky' the Elf (voix)
- 1998 : The Secret Files of the SpyDogs (série TV) : Additional Voices (voix)
- 1998 : Einstein, le chien savant (Breakfast with Einstein) (TV) : Jack
- 1998 : Casper et Wendy (Casper Meets Wendy) (TV) : Lawyer
- 2004 : Nickelodeon Presents the Fairly OddParents in School's Out! The Musical (TV) : The Pixies (voix)
- 2005 : Game Show Moments Gone Bananas (feuilleton TV) : Host

### comme scénariste
- 1988 : État de choc (The Boost)
- 1999 : Murder in Mississippi (en)  (série télévisée)
- 2008 : Expelled: No Intelligence Allowed

### comme producteur
- 1999 : Turn Ben Stein On (série télévisée)

### comme compositeur
- 1999 : Turn Ben Stein On (série télévisée)